# Hinton (Oklahoma)
Hinton – miasto w Stanach Zjednoczonych, w stanie Oklahoma, w hrabstwie Caddo.